# Сато, Сатоми
Сатоми Сато (яп. 佐藤 聡美 Сато: Сатоми) — японская сэйю, певица. Родилась 8 мая 1986 года в префектуре Мияги, город Сендай, Япония. Работает в одном из филиалов компании Aoni Production. Училась в университете Tokyo Announce. 6 марта 2010 года получила награду Seiyu Awards за лучшую песню. 5 марта 2011 года получила вторую награду Seiyu Awards лучшей начинающей актрисе. 6 июля 2017 года вышла замуж за сэйю Такуму Тэрасиму.

## Роли

### Озвучка в аниме-сериалах
2007
- Fantastic Detective Labyrinth — Яэ Ятоми
- GeGeGe no Kitarou [ТВ-5] — старшеклассница (22 серия), мальчик (79 серия), девочка (29, 86), Кидзимуна (36 серия), служанка (45 серия), диктор (83 серия)
- Kamichama Karin — Митириан
- «Характеры-хранители» [ТВ-1] — Вакана, Рамира

2008
- Hyakko — Инори Цубомия
- Jigoku Shoujo Mitsuganae — Микагэ Юдзуки
- «Характеры-хранители» [ТВ-2] — Вакана

2009
- Asura Cryin’ — Сидзума Аинэ
- Hatsukoi Limited — Ю Эномото
- K-On! [ТВ-1] — Рицу Таинака
- To Aru Kagaku no Railgun — Эдасаки Банри

2010
- K-On! [ТВ-2] — Рицу Таинака
- Fairy Tail — Венди Марвелл
- Seitokai Yakuindomo [ТВ-1] — Ариа Ситидзё
- «Ну не может моя сестрёнка быть такой милой» [ТВ-1] — Манами Тамура

2012
- Dusk Maiden of Amnesia — Каноэ Юкарико
- Hyouka — Титанда Эру
- K — Кукури Юкидзомэ
- «Очень приятно, Бог» — Ами Нэкота

2013
- Golden Time — Нана-сэмпай
- Hyakka Ryōran Samurai Bride — Инсюн Ходзоин
- Karneval — Эрисюка
- Kiniro Mosaic — Сакура Карасума
- «Ну не может моя сестрёнка быть такой милой» [ТВ-2] — Манами Тамура

2014
- My Neighbor Seki — Сакурако Гото
- Seitokai Yakuindomo [ТВ-2] — Ария Ситидзё

2020
- «Истребитель демонов» — Тандзиро Камадо (в детстве)

### Игры
- Punishing: Gray Raven — Селена Карапико